# Arié Elmaleh
Pour les articles homonymes, voir Elmaleh.
Arié Elmaleh est un acteur et chanteur franco-marocain, né à Casablanca le 7 janvier 1975.

## Biographie

### Jeunesse et formation
Arié Elmaleh est né au sein d'une famille juive marocaine de Casablanca. Il est le fils de David Elmaleh, commerçant pratiquant l'art du mime en amateur au CAFC Conc (Cercle amical français de Casablanca), et de Régine Elmaleh (née Aymard, le 3 septembre 1955).
Il est le frère de Gad Elmaleh, humoriste et comédien, et de Judith Elmaleh, autrice et metteuse en scène.
Il passe sa jeunesse à Casablanca. Après un court séjour en faculté de droit, il vient suivre les cours du théâtre du Rond-Point à Paris, puis de l'école du Studio d'Asnières, où il est formé aux textes classiques par Jean-Louis Martin-Barbaz. Sous sa direction, il joue dans Iphigénie ou Le péché des dieux et dans Le Voyage dans le baroque.
En 1998, Arié met en scène la pièce Bal Trap de Xavier Durringer au théâtre de l'espace Kiron.

### Débuts et révélation
Le cinéma lui offre son premier rôle en 2001 dans Change-moi ma vie de Liria Begeja aux côtés de Fanny Ardant et Roschdy Zem.
Parallèlement, le jeune acteur poursuit sa carrière au théâtre, notamment sous la direction d'Irina Brook.
En 2002, il est à l'affiche du film d'Éric Heumann, Les Amants du Nil aux côtés d'Emma de Caunes et d'Éric Caravaca.
En 2003, Arié Elmaleh donne la réplique à son frère Gad en incarnant le rôle de Vanessa, dans Chouchou de Merzak Allouache. La même année, il remporte un vif succès au théâtre, avec Olivia Bonamy dans la pièce Préliminaires, qu'il coécrit avec Daniel Cohen.
Dans le même temps, il devient le héros récurrent d'un spot publicitaire pour SFR qui lui offre une certaine popularité et gagne ainsi la sympathie du public,,. Puis il obtiendra un rôle plus dramatique dans La Maison de Nina de Richard Dembo aux côtés d'Agnès Jaoui.
En 2006, Éric Rochant lui offre le premier rôle de son film, dans l'École pour tous. Sa prestation lui vaudra d'être nommé aux César comme « meilleur espoir masculin ».
Arié Elmaleh est également nommé aux Molières en tant que révélation théâtrale 2007 pour le rôle qu'il interprète dans Irrésistible de Fabrice Roger-Lacan, mise en scène par Isabelle Nanty, avec Virginie Ledoyen. 
En 2008, il est au générique de la comédie Jusqu'à toi, de Jennifer Devoldère.

### Confirmation difficile et passage à la télévision

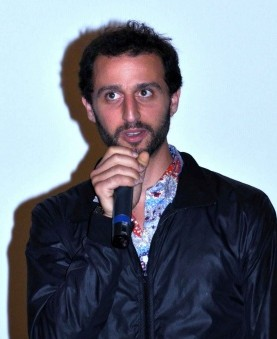
Arié Elmaleh en 2010.

En 2010, Arié Elmaleh tient un second rôle dans le road-movie féminin Thelma, Louise et Chantal, de Benoît Pétré, et fait partie de la distribution principale du film d'horreur Captifs, de Yann Gozlan.
En 2011, il effectue sa première lecture de scénario lors du Festival Premiers Plans à Angers.
En 2012, il revient à la comédie pure : d'abord en faisant partie du casting choral de Plan de table, de Christelle Raynal, puis en faisant partie de la bande d'acteurs réunis par Arnaud Lemort pour Dépression et des potes. Les deux films sont des échecs critiques et commerciaux.
Il se fait dès lors rare sur grand écran, il apparaît en 2013 dans Les Gamins, d'Anthony Marciano, et prête sa voix en 2015 dans le film d'animation Pourquoi j'ai pas mangé mon père, de et avec Jamel Debbouze.
C'est à la télévision qu'il trouve des rôles exposés :
En septembre 2013, il intègre l'équipe de l'émission Le Grand Journal (saison 10), aux côtés d'Antoine de Caunes en chef de file. Il y reste qu'une saison.
En 2014, il se distingue dans un rôle dramatique, en jouant l'un des rôles principaux du téléfilm Un enfant en danger, de Jérôme Cornuau. Cet essai concluant l'amène à d'autres projets.
En 2015, il est à l'affiche du téléfilm La Stagiaire, dans lequel il donne la réplique à Michèle Bernier, et des mini-séries Presque parfaites, de Gabriel Julien-Laferrière et Le Mystère du lac, de Jérôme Cornuau.
Fin décembre 2015, France 3 commande une série télévisée de 6 épisodes, tirée de La Stagiaire, à la suite du large succès d'audience du téléfilm. Cependant, il est écarté de la seconde saison . C'est Antoine Hamel qui le remplace dans un nouveau rôle, face à la vedette Michèle Bernier.
Il se dirige par conséquent vers le théâtre, où il enchaîne deux pièces : en 2016 au Théâtre Hébertot, où il joue Le Plus beau jour, de David Foenkinos, sur une mise en scène de Anne Bourgeois ; puis à partir de 2017, La Perruche, écrite et mise en scène par Audrey Schebat, au Théâtre de Paris. Il en partage l'affiche avec celle qui est devenue sa compagne à la ville, Barbara Schulz.

### Vie privée

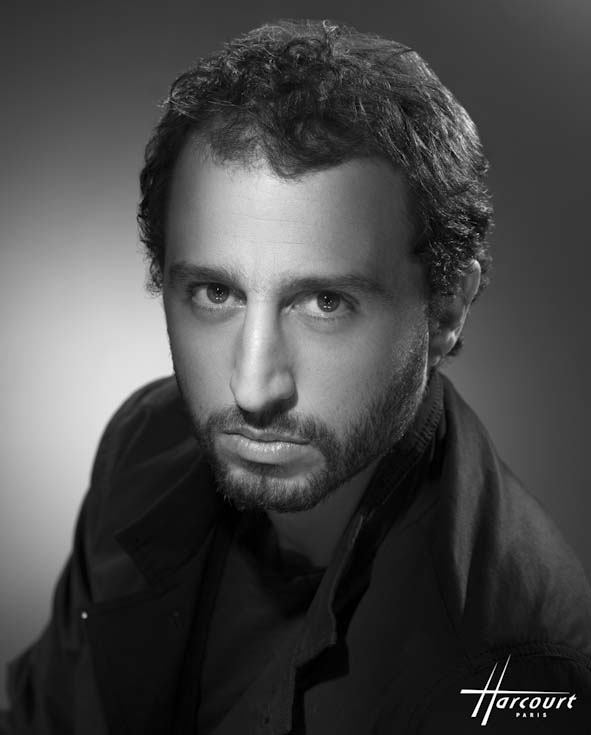
Arié Elmaleh en 2009 (photo Studio Harcourt).

De 2007 à 2014, il est en couple avec Virginie Ledoyen, avec qui il a eu un garçon, Isaac, né en juillet 2010, et une fille, Amalia, née en avril 2014. Depuis 2015, il partage la vie de l'actrice Barbara Schulz.

## Théâtre
- 1993 : La Tête des autres de Marcel Aymé, mise en scène Yves-Marie Estève
- 1993 : La Visite de la vieille dame de Friedrich Dürrenmatt, mise en scène Françoise Deruelle
- 1996 : Électre de Sophocle, mise en scène Hervé Dubourjal
- 1997 : Jeu de massacre d'Eugène Ionesco, mise en scène Jean-Louis Jacopin
- 1997 : Le Voyage dans le baroque de Molière et Scarron, mise en scène Jean-Louis Martin-Barbaz
- 1997 : Iphigénie ou le péché des dieux de Michel Azama, mise en scène Jean-Louis Martin-Barbaz
- 1998 : Bal-Trap de Xavier Durringer, mise en scène d'Arié Elmaleh
- 1998 : La Célestine de Fernando de Rojas, mise en scène Vincent Abitane
- 1999 : Le Roi des Schnorer de Marco Koskas, mise en scène Claude Vajda
- 2000 : Visages d'Hubert Colas, mise en scène Judith Caen
- 2001 : De surprises en confidences, mise en scène Amel Djemel et Sandrine Martin
- 2001 : Juliette et Roméo d'après William Shakespeare, mise en scène Irina Brook
- 2002 : Une odyssée d'après Homère, création collective avec Jean-Claude Carrière, mise en scène Irina Brook
- 2003 : Alger-Alger, mise en scène de Gérard S. Cherqui
- 2003 : Préliminaires de Daniel Cohen et Arié Almaleh, mise en scène Daniel Cohen, Petits Mathurins
- 2007 : Irrésistible de Fabrice Roger-Lacan, mise en scène Isabelle Nanty, Théâtre Hébertot
- 2009 : Le Bug de Richard Strand, mise en scène Beata Nilska, Théâtre La Bruyère
- 2009 : La Nuit des rois de William Shakespeare, mise en scène Nicolas Briançon, Festival d'Anjou, Théâtre Comédia
- 2016 : Le Plus beau jour de David Foenkinos, mise en scène Anne Bourgeois, Théâtre Hébertot
- 2017-2018 : La Perruche de Audrey Schebat, mise en scène de l'auteur, Théâtre de Paris
- 2024 : L'Amour chez les autres d'Alan Ayckbourn, mise en scène Ladislas Chollat, théâtre Édouard-VII

## Filmographie

### Cinéma
- 1997 : Point d'interrogation de Karim Samlal (court métrage)
- 1997 : Le Peigne de Patrice Loiseau (court métrage)
- 1997 : Danger au sous-sol de Didier Borgel (court métrage)
- 1997 : 3000 Scénarios contre la drogue, « T'en as ? » d'Antoine de Caunes (court métrage)
- 2001 : Change-moi ma vie de Liria Begeja : Leïla
- 2001 : Les Voies d'Agathe de Christophe Barbier (court métrage)
- 2002 : Les Amants du Nil d'Éric Heumann : Farouk
- 2003 : Chouchou de Merzak Allouache: Hamid / Vanessa
- 2004 : Tout le plaisir est pour moi d'Isabelle Broué : le vendeur du sex-shop
- 2004 : Les Couilles de mon chat de Didier Bénureau ; le vendeur de disques
- 2005 : Entre ciel et terre de Delphine Lemoine (court métrage)
- 2005 : La Maison de Nina de Richard Dembo : Avner
- 2006 : L'École pour tous d'Éric Rochant : Jahwad
- 2007 : Molière de Laurent Tirard : le maître de danse de M. Jourdain
- 2007 : Je déteste les enfants des autres d'Anne Fassio : Sami
- 2007 : Faut que ça danse ! de Noémie Lvovsky : François
- 2008 : Jusqu'à toi de Jennifer Devoldère
- 2010 : Thelma, Louise et Chantal de Benoît Pétré : Nicolas
- 2010 : Captifs de Yann Gozlan : Samir
- 2012 : Plan de table de Christelle Raynal : David
- 2012 : Dépression et des potes d'Arnaud Lemort : Benoît
- 2013 : Welcome to China d'Olivier Ayache-Vidal (court métrage)
- 2013 : Les Gamins d'Anthony Marciano : Carl
- 2015 : Pourquoi j'ai pas mangé mon père de Jamel Debbouze : Ian
- 2016 : Faut pas lui dire de Solange Cicurel : Maxime Leclercq
- 2016 : C'est quoi cette famille ?! de Gabriel Julien-Laferrière : Paul
- 2017 : Loue-moi ! de Coline Assous et Virginie Schwartz : Loïc
- 2018 : Les Goûts et les Couleurs de Myriam Aziza : David Benloulou
- 2019 : Ni une ni deux d'Anne Giafferi : Guillaume
- 2019 : C'est quoi cette mamie ?! de Gabriel Julien-Laferrière : Paul
- 2019 : Online Billie de Lou Assous : Stefun
- 2021 : C'est quoi ce papy ?! de Gabriel Julien-Laferrière : Paul
- 2022 : La Très Très Grande Classe de Frédéric Quiring : Benoît Hinault, l'inspecteur d'académie
- 2025 : Le Secret de Khéops de Barbara Schulz

### Télévision
- 1998 : Professeur Ibiscus et la Tulipe de Jimmy Lévy (sketches)
- 2000 : L'Aîné des Ferchaux de Bernard Stora : patron du bar
- 2001 : PJ de Gérard Vergez : l'interne
- 2001 : La Crim' de Jean-Pierre Prévost : Bachir (épisode : Hammam)
- 2006 : Bataille natale d'Anne Deluz : Joseph
- 2007 : Jusqu'à toi de Jennifer Devoldère
- 2011 : Goldman de Christophe Blanc : Franck
- 2012 : Le Fil d'Ariane de Marion Laine : Prosper
- 2013 : Manipulations de Laurent Herbiet : Gamal Zemouri
- 2013 : Le Grand Journal sur Canal+
- 2013 : Gala de l'Union des artistes
- 2013 : dans le cadre la collection « Le jeu des 7 Familles », épisode : Welcome to China d’Olivier Ayache-Vidal
- 2014 : Un enfant en danger de Jérôme Cornuau : Mathieu
- 2015 : Scènes de ménages, enfin ils sortent ! : ancien copain de Caro
- 2015 : La Stagiaire de Christophe Campos : juge Frédéric Filiponi (pilote et saison 1)
- 2015 : Presque parfaites de Gabriel Julien-Laferrière[9] : Mathias
- 2015 : Le Mystère du lac de Jérôme Cornuau : Thomas Mézières
- 2016 : Nadia de Léa Fazer : Diego
- 2017 : Le Tueur du lac de Jérôme Cornuau : Thomas Mézières
- 2018 : Tu vivras ma fille de Gabriel Aghion : Raphaël Elbaz
- 2019 : Meurtres en Corrèze d’Adeline Darraux : Axel
- 2019 : Crimes parfaits de Nicolas Herdt : Bruno (saison 3, épisode 1 : À la vie, à la mort)
- 2019 : The Spy de Gideon Raff : Michel Aflak
- 2020 : Il a déjà tes yeux : Manu
- 2020 : H24 d’Octave Raspail et Nicolas Herdt
- 2021 : Tropiques criminels (saisons 2 et 3)
- 2021 : Belle, belle, belle d'Anne Depétrini : Benjamin
- 2021 : Fugueuse de Jérôme Cornuau : Philippe
- 2022 : Drame en haute mer d'Adeline Darraux : Gilles Pezenec
- 2022 : Le Souffle du dragon de Stéphanie Pillonca : Eric
- 2022 : Darknet-sur-Mer (Prime Vidéo) : Mehmet
- 2022 : Les Randonneuses de Frédéric Berthe
- 2022 : Rendez-vous avec le crime de Méliane Marcaggi : Samson
- 2023 : O.P.J. de Bertrand Cohen : Dimitri Caron
- 2023 : César Wagner d'Émilie et Sarah Barbault : Ari Rozen (épisode 9 Les liens du sang)
- 2023 : Un gars, une fille (au pluriel) : Un gars
- 2024 : Brigade anonyme de Julien Seri : Nass
- 2025 : Dans de beaux draps de Stéphanie Pillonca : Jérôme Malinsky

### Clip
- 2007 : Something Better de Martin Solveig

## Discographie
- 2013 : album We Love Disney (volume I) : Je suis ton meilleur ami du dessin animé Aladdin et Supercalifragilisticexpialidocious du film Mary Poppins en duo avec Al.Hy.

## Doublage
- 2017 : Les Schtroumpfs et le village perdu : le Schtroumpf maladroit
- 2017 : Moi, moche et méchant 3 de Kyle Balda et Pierre Coffin : Dru